# Glinki (powiat ostrołęcki)
Glinki – wieś w Polsce położona w województwie mazowieckim, w powiecie ostrołęckim, w gminie Baranowo.
W latach 1975–1998 miejscowość należała administracyjnie do województwa ostrołęckiego.
Wierni kościoła rzymskokatolickiego należą do parafii Świętego Bartłomieja Apostoła w Baranowie.